# Дакарам

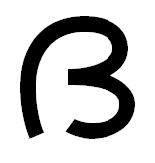

Малаяли акшарамал

Дакарам (малаял. ദകാരം) — да, 31-я (18-я согласная) буква алфавита малаялам, обозначает звонкий альвеолярный взрывной согласный. Акшара-санкхья — 8 (восемь). Символ юникода — U+0D26.
Буква используется только в словах, имеющих иностранное происхождение либо заимствованных из санскрита. Для записи слов из пракрита используют ത либо തെ.
Лигатуры: ദ (da) + ധ (dha) = ദ്ധ (ddha)

## Синоглифы
- Дакараму — ద
- Дакараву — ದ
- Дадвей —
- Дакар (буква деванагари) — द
- Додек — ด
- Додек (лаосский) —
- Далет (буква еврейского алфавита) — ד
- Даянна —
- Да (буква) — Դ, դ
- Дони (буква) — დ
- Даль (буква арабского алфавита) — د
- Да (тибетская буква) —
- Дудда — ਦ
- Дынт — ደ
- Да (маньчжурская буква) — ᡩᠠ